# Förstkölmyrtjärnen
Förstkölmyrtjärnen är en sjö i Överkalix kommun i Norrbotten och ingår i Töreälvens huvudavrinningsområde. Sjön har en area på 0,0371 kvadratkilometer och ligger 244 meter över havet.

## Delavrinningsområde
Förstkölmyrtjärnen ingår i det delavrinningsområde (737277-178497) som SMHI kallar för Utloppet av Talljärv. Medelhöjden är 271 meter över havet och ytan är 33,05 kvadratkilometer. Det finns inga avrinningsområden uppströms utan avrinningsområdet är högsta punkten. Avrinningsområdets utflöde Töreälven (Tallån) mynnar i havet. Avrinningsområdet består mestadels av skog (59 procent) och sankmarker (32 procent). Avrinningsområdet har 1,65 kvadratkilometer vattenytor vilket ger det en sjöprocent på 5 procent.